# Galman (Ostrężnica)
Galman – przysiółek wsi Ostrężnica w Polsce, położony w województwie małopolskim, w powiecie krakowskim, w gminie Krzeszowice.
W latach 1975–1998 przysiółek administracyjnie należał do województwa krakowskiego.
Położony jest na północny zachód od centrum wsi, przysiółek wcina się w gminę Trzebinia, otoczony jest lasami i posiada jeden budynek przy drodze wojewódzkiej nr 791.
W latach 1855–1867 w okolicy czynna była kopalnia galmanu Artur.